# ドリブルヌッコあーしちゃん
『ドリブルヌッコあーしちゃん』は、モノノヴによる日本の漫画。ウェブコミック配信サイト『少年ジャンプ+』（集英社）にて、2025年3月3日から月曜隔週更新で連載中。

## あらすじ
中学2年生の少女あーしちゃんこと桜野あしなは小さいころから父とサッカーボールで遊んでいて、中学生とは思えないほどのドリブルテクニックを身に着けていた。しかし人見知りな性格からみんなとサッカーをせずに一人で遊んでいた。そんな中、彼女の技を認めるサッカー部の神堂碧斗と出会って少しずつ仲良くなっていく。

## 登場人物
桜野あしな（さくらの あしな）
主人公。中学2年生の女性。左右団子束ね髪の長髪。愛称はあーしちゃんで一人称あーしで口癖は「だし」。学校内では瓶蓋の眼鏡をかけている。入学前に病気で亡くなった父親と幼いころからサッカーをやったことで中学生とは思えないほどのドリブルテクニックを身に着けていたが、人見知りな性格のため、サッカー部に入らず一人で遊んでいた。そこで彼女のプレーを見た碧斗からドリブル相手になってもらったことで彼に対して好意を持っていく。
神堂碧斗（しんどう あおと）
中学2年生。サッカー部の次期主将候補で女性によく告白される等人気がある。あーしちゃんとは同じクラスで席は隣同士。一人河原で遊んでいる彼女を見かけて、サッカー部に誘うも断られて1対1のドリブル相手となってサッカーの楽しさを伝えていく。

## 用語解説
ヌッコ
あーしちゃんがそう呼んでいるドリブル1対1で抜く能力のこと。父親から教えてもらった。

## 書誌情報
- モノノヴ『ドリブルヌッコあーしちゃん』 集英社〈ジャンプ・コミックス〉、既刊1巻（2025年6月4日現在）
  1. 2025年6月4日発売[3][4]、ISBN 978-4-08-884540-1